# Kingman, Arizona
Kingman, Arizona là một thành phố quận lỵ quận Mohave
trong tiểu bang Arizona, Hoa Kỳ. Thành phố có diện tích km2, dân số theo điều tra năm 2000 của Cục điều tra dân số Hoa Kỳ là người.